# Тригубів
Тригубів (пол. Tryhubowa) — колишній населений пункт, фільварок, польська колонія, хутір, котрий був розташований за 3 км на північний захід від села Вівся, Тернопільської області. Назва хутора походить від особової назви Тригуб — у значенні «людина з трьома губами». Так називали в Україні людину зі «заячою губою». У 1949 р. — 31 двір, 112 жителів, діяла школа; 1952 р. на хуторі — 14 дворів, проживали 81 особа; частина жителів переселені у південні області УРСР. Сьогодні навпроти колишнього хутора розташоване село Маковисько (див. карту). Жителі Вівся та околиць вживають назву Три́бова щодо місцевості, де колись був хутір. Також зустрічається назва Трибів.

## Історія

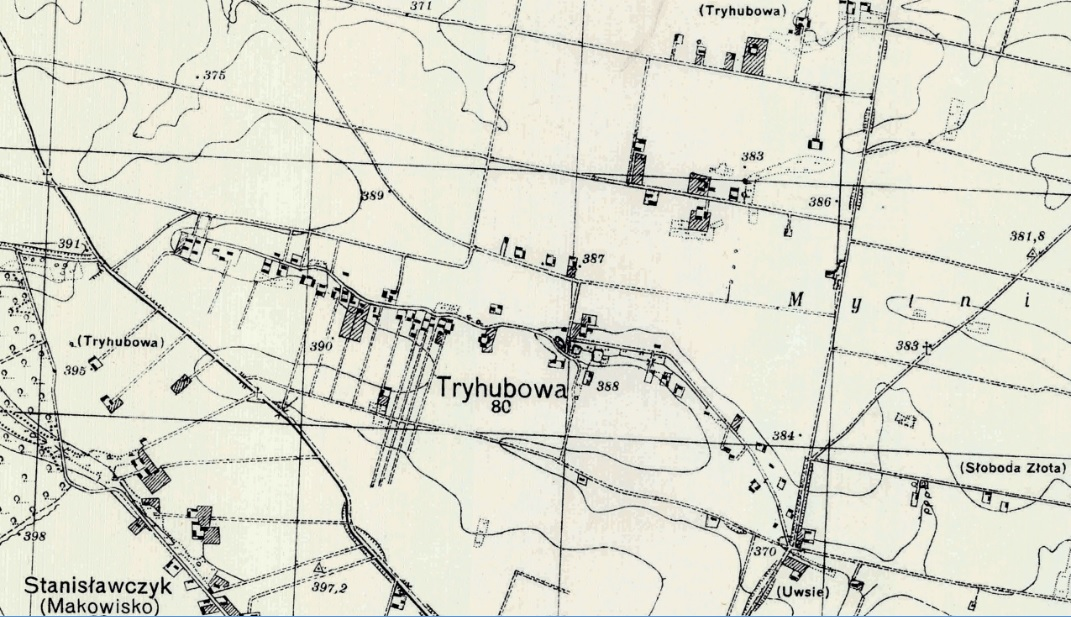
Тригубів на польській мапі 1929—1939 рр.

Датою заснування фільварку можна вважати 25 червня 1870р. коли власник маєтку у Козові Генріх Шелінський, дав дозвіл на її заснування.  Велика земельна власність у селі Гниловоди, Вівся та фільварку Тригубів (250 га) перед Першою світовою війною належала Ірені Пінінській (Волянській з гербу Приятель) (пол. Irena hr. Wolańska h. Przyjaciel, 1871—1929), її першому чоловікові Александру Пінінському з гербу Яструбець (пол. Aleksander August Erazm Piniński h. Jastrzębiec, 1864—1902) та її другому чоловікові Роберту Лямезану де Салінс (пол. Robert Franciszek Fean Walenty Lamezan de Salins, 1869—1930). В період перебування Східної Галичини у складі Польської Республіки (1918—1939) на фільварок прибули польські колоністи з Мазурів та Західної Галичини. Були засновані гуртки Кулко рольніче (пол. Kólkо rolnicze), Союз Стрільців (пол. Związek Strzelecki), Союз сільських господинь (пол. Koło gospodyń wiejskich), Товариство народної школи (пол. Towarzystwo Szkoły Ludowej), Союз осадників (пол. Związek Osadników). Недалеко існував вже інший фільварок — Маковисько (пол. Kolonia Stanisławczyk). Мешканець Вівся Григорій Сачик у замітці Моє рідне село так згадує прибуття колоністів в околиці Вівся:

<…> Поява колоністів із західної Галичини стала для села несподіванкою. Недалеко від села був фільварок «Маковисько» та фільварок «Трибова» — обидва розпарцелювали мазурам. Хоча наш селянин дивився «зизом» на чужаків, бо сам був голодний на землю, однак не понизився. <…>

Польський документ 1926 р. «Szkolnictwo polskie w hołdzie narodowi amerykańskiemu na pamiątkę 150 — lecia niepodległości Stanów Zjednoczonych» вказує про тогочасних 54 учнів та 1 вчителя хутора (польської колонії). Під час радянської окупації західної України з колонії Тригубів (в джерелі — Trybuchowa) більшовиками було депортовано на Сибір 18 польських родин. Тригубів згадується у Літописі УПА, том. 49, Книга 1. У 1971 р. в зв'язку з переселенням жителів хутір остаточно знятий з адміністративного обліку.
У червні 2008 р. підписано акт про партнерство між Козівською селищною радою та ґміною Бичина Ключборського повіту Опольського воєводства Польщі. Ініціатором налагодження контактів був депутат сейму, колишній бургомістр Ключборка Станіслав Ракочи, чия родина походить із хутора Трибів.

## Причини зникнення
Від середини 1940-х до кінця 1980-х в Тернопільській області зменшилась кількість населених пунктів. Якщо в 1946 їх було 1704, 1958 — 1056, то в 1987 — 974. Скорочення тривало переважно шляхом об'єднання малих сіл і хуторів з іншими селами або включення їх у межі міст чи смт. У 1946-67 роках на Тернопільщині припинили існування 202 населені пункти внаслідок переселення жителів. На думку тогочасних партійних функціонерів подібні хутірські господарства становили перепону на шляху до запровадження соціалістичних методів господарства та поширення колективізації, що й стало однією з причин ліквідації подібних хуторів. Об'єднання населених пунктів та переселення жителів не завжди були виправданими і доцільними, інколи їх проводили внаслідок політики ліквідації так званих «безперспективних сіл».